# Jelysaweta Schwab
Jelysaweta Schwab (ukrainisch Єлизавета Шваб; englisch Yelyzaveta Shvab; * 16. Juni 2007) ist eine ukrainische Leichtathletin, die sich auf den Sprint spezialisiert hat.

## Sportliche Laufbahn
Erste internationale Erfahrungen sammelte Jelysaweta Schwab beim Europäischen Olympischen Jugendfestival (EYOF) 2023 in Maribor, bei dem sie mit 11,99 s in der Vorrunde im 100-Meter-Lauf ausschied und mit der ukrainischen Sprintstaffel (1000 Meter) im Vorlauf disqualifiziert wurde. Anschließend belegte sie bei den U18-Balkan-Meisterschaften in Sivas in 11,88 s den vierten Platz über 100 Meter und gelangte mit der 4-mal-100-Meter-Staffel mit 48,07 s auf Rang fünf. Im Jahr darauf schied sie bei den U20-Balkan-Hallenmeisterschaften in Belgrad mit 7,72 s in der Vorrunde im 60-Meter-Lauf aus und Anfang Juli siegte sie mit der 4-mal-100-Meter-Staffel in 45,71 s bei den U18-Balkan-Meisterschaften in Maribor. Anschließend schied sie bei den U18-Europameisterschaften in Banská Bystrica mit 11,91 s im Halbfinale über 100 Meter aus und gelangte mit der Sprintstaffel mit 2:08,08 min auf Rang sechs. 2025 schied sie bei den U20-Europameisterschaften in Tampere mit 11,96 s im Halbfinale über 100 Meter aus und verpasste mit der 4-mal-100-Meter-Staffel mit 46,75 s den Finaleinzug.
2024 wurde Schwab ukrainische Meisterin in der 4-mal-100-Meter-Staffel.

## Persönliche Bestzeiten
- 100 Meter: 11,77 s (+1,2 m/s), 5. Juli 2025 in Luzk
  - 60 Meter (Halle): 7,43 s, 18. Februar 2025 in Kiew